# Волож Аркадій Юрійович
Во́лож Арка́дій Ю́рійович (11 лютого 1964 , Атирау ) — російський мільярдер, засновник і колишній директор компанії «Яндекс».

## Біографія
Аркадій Волож народився 11 лютого 1964 р. в місті Гур'єві Казахської РСР (нині — м. Атирау). Його батько, Волож Юрій Абрамович (нар. 1938 року), геолог, спеціаліст по нафтовим родовищам Прикаспію і один з відкривачів родовища Кашаган, з 1968 року був начальником партії «Казгеофизтреста» в Алма-Аті; згодом — доктор геолого-мінералогічних наук, старший науковий співробітник Геологічного інституту РАН. Мати, Волож Софія Львівна, викладач Гур'євського музичного училища.
Закінчив Російський університет нафти і газу за спеціальністю «прикладна математика» 1986 року. Займався дослідженнями в області обробки великих обсягів даних в Інституті проблем управління (ІПУ) АН СРСР.
1989 року заснував компанію Comptek, обіймав посаду генерального директора до 2000 року. Цього ж року відкрив фірму «Аркадія», спільно з Аркадієм Борьковським вони випустили продукт за класифікацією винаходів об'ємом близько 10 Мб, який використовувався пов'язаних з патентознавством НДІ і організаціях.
1998 року, як голова Комітету бездротових мереж доступу Російської асоціації документального електрозв'язку (RANS.RU) Аркадій брав участь у процесі дерегуляції частот для операторів бездротового доступу. У 1999 році він був одним з тих, хто вплинув на долю легалізації для IP-телефонії в Росії.
1997 року Волож зробив перший крок по створенню компанії «Яндекс» — на 10 тис. доларів були закуплені 3 сервери з жорсткими дисками ємністю 1 Гб, на які було проіндексовано весь вміст Рунета. Підсумком цих інвестицій стало потрапляння «Яндекса» до сімки найбільш популярних сайтів російськомовного сегменту Інтернету в 1999 році.
З 2000 року — генеральний директор компанії «Яндекс». З 2007 року — завідувач кафедри «Аналіз даних» на факультеті інновацій і високих технологій МФТІ.
У рейтингу вищих керівників — 2010 газети «Коммерсантъ» зайняв I місце в номінації «Медіабізнес».
В грудні 2012 року, під час проведення Ради щодо модернізації економіки та інноваційного розвитку Росії при президенті РФ, Аркадій Волож звернувся до прем'єр-міністра Росії Дмитра Медведєва з пропозиціями по стандартизації форм надання інформації від владних структур та її більшої відкритості, що має поліпшити обробку отриманої інформації пошуковими системами «Яндексу» в автоматизованому режимі.
У березні 2013 року потрапив до рейтингу журналу «Forbes», його особисті статки оцінено в $1,15 млрд.
Того ж місяця в результаті вторинного розміщення акцій «Яндексу» на біржі продав 5,14 млн акцій за $117 млн.
З 1 вересня 2014 року Волож передав посаду директора «Яндексу» Олександру Шульгіну і зайняв посаду керівника групи компаній «Яндекс». 30 грудня 2022 року він повідомив, що залишив компанію «Яндекс».
В серпні 2023 року в ЗМІ Волож вперше публічно засудив вторгнення Росії до України. Він назвав його варварським, і додав, що бачить «частку своєї відповідальності» за дії Росії.

## Еміграція
Після повномасштабного вторгнення РФ до України з'ясувалося, що Волож кілька років жив у Ізраїлі. У травні 2022 він звернувся до прем'єр-міністра країни Нафталі Бенета з проханням допомогти перевести штаб-квартиру «Яндексу» до Ізраїлю. Копії листа він адресував міністру фінансів Авігдору Ліберману, главі МВС Аєлет Шакед та міністру науки і технології Оріт Фаркаш-Хакоен.

## Санкції

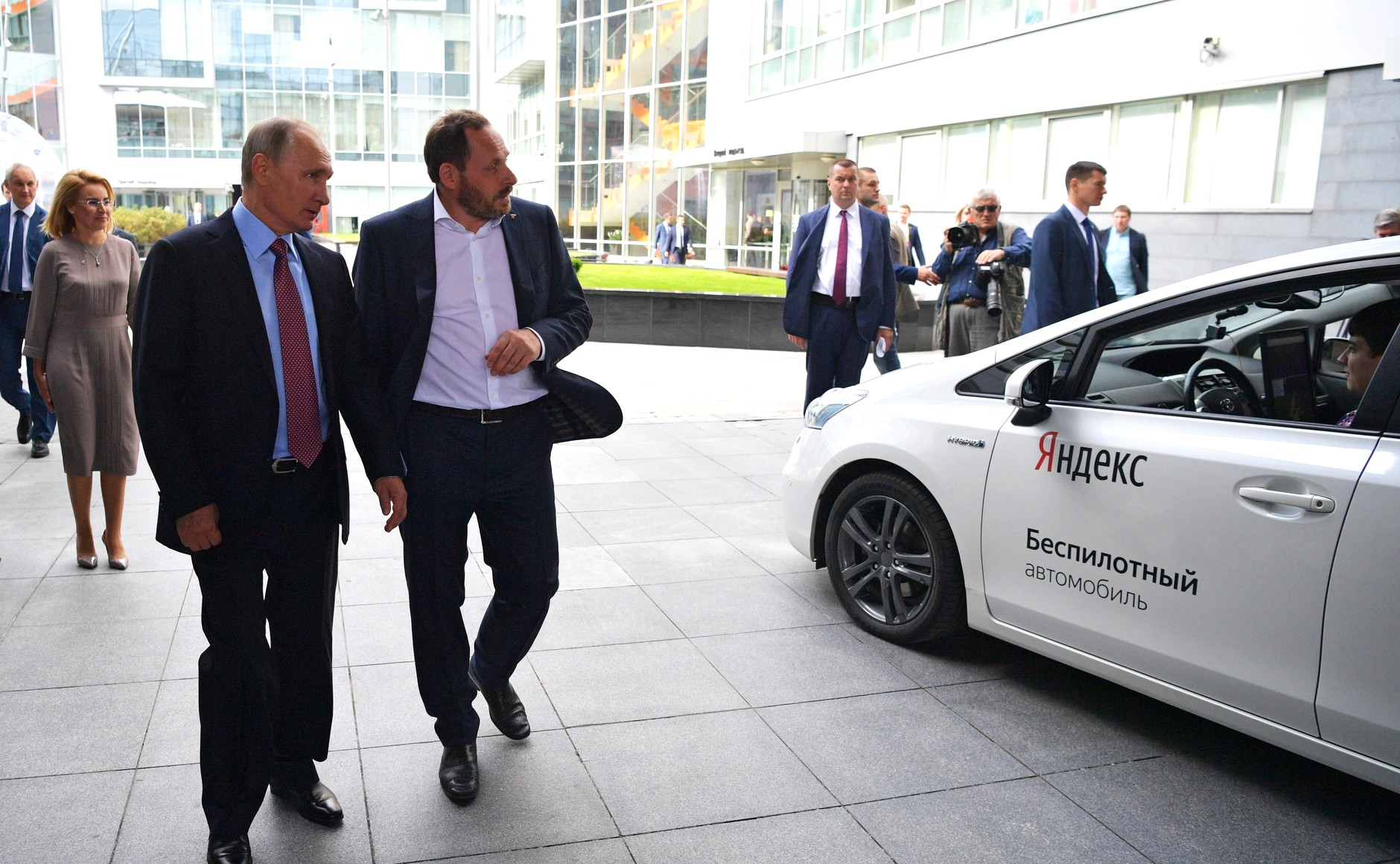
Волож демонструє прототип безпілотного автомобіля Путіну у штаб-квартирі Яндекса, вересень 2017

У червні 2022 року щодо Воложа було введено персональні санкції ЄС. Було вказано роль «Яндексу» в просуванні провладних наративів і приховування критики російської влади (зокрема, в контексті вторгнення до України), залежність від Росії та відповідальність за фінансування російської агресії в Україні. У травні російське видання «Медуза» опублікувало розслідування про роль «Яндекс. Новості» у спотворенні інформації про війну.
10 червня 2022 року Воложа було додано до санкційного списку Швейцарії, 19 жовтня — України.
10 серпня 2023 року Волож засудив війну РФ проти України, після чого попросив ЄС зняти з нього санкції.

## Особисте життя
Одружений, має трьох дітей.